# Henrique de Orléans, Conde de Paris
Henrique Roberto Fernando Maria de Orléans (em francês: Henri Robert Ferdinand Marie d'Orléans; Le Nouvion-en-Thiérache, 5 de julho de 1908 – Chérisy, 19 de junho de 1999), foi um príncipe francês da Casa de Orléans e pretedente orleanista ao entinto trono francês de 1940 até sua morte. O único filho do príncipe João, Duque de Guise, e de sua esposa, a princesa Isabel Maria de Paris.

## Biografia

### Família
Henrique era o filho mais novo (único varão) do príncipe João de Orléans, Duque de Guise e de sua prima, a princesa Isabel de Orléans. Seus avós paternos foram o príncipe Roberto de Orléans, Duque de Chartres e a princesa Francisca de Orléans (filha da princesa Francisca do Brasil, irmã do imperador Pedro II do Brasil). Seus avós maternos foram o príncipe Filipe de Orléans, Conde de Paris e a princesa Maria Isabel de Montpensier.

### Primeiros anos
Nascido no castelo de Le Nouvion-en-Thiérache, em Aisne, Henrique cresceu no Marrocos e concluiu o ensino superior na Universidade Católica de Leuven, na Bélgica. Em 1926, tornou-se Delfim de França, quando seu pai passou a ser o pretendente orleanista ao trono.

### Carreira militar
Em 1939, após ter seu alistamento negado tanto nas Forças Armadas da França quanto nas Forças Armadas do Reino Unido, o príncipe conseguiu autorização para ingressar na Legião Estrangeira Francesa. Em 1950, com a revogação da Lei do Banimento, ele retornou para a França.

### Casamento e vida familiar
Casou-se em 8 de abril de 1931, com Isabel de Orléans e Bragança, filha de Pedro de Alcântara de Orléans e Bragança, Príncipe do Grão-Pará (filho da Isabel, Princesa Imperial do Brasil) e da condessa Elisabeth Dobrzensky de Dobrzenicz. O casal teve onze filhos e se divorciou em 1996:
- Isabelle (1932–);
- Henrique (1933–2019), conde de Paris;
- Helena (1934–);
- Francisco (1935–1960), duque de Orléans;
- Ana (1938–), duquesa da Calábria;
- Diana (1940–), duquesa de Wurtemberg;
- Michel (1941–), conde de Evreux;
- Jacques (1941–), duque de Orléans (a partir de 1960);
- Cláudia (1943–), duquesa d'Aosta;
- Chantal (1946–), baronesa de Sambucy de Sorgue;
- Thibaut (1948–1983) - conde de la Marche.

No período em que foi pretendente ao trono francês, Henrique reduziu consideravelmente sua riqueza para sustentar sua causa política e sua grande família. Vendeu joias, obras de arte, móveis e propriedades e penhorou o castelo da família em Amboise. Os conflitos gerados pelo desvio da riqueza familiar chegou aos tribunais, com ações judiciais movidas por cinco de seus filhos (alguns deles, deserdados por Henrique).
Em 1984, declarou que seu filho Henrique estava oficialmente fora da linha sucessória da Casa de Orléans por ter se divorciado de sua primeira esposa e tornado a se casar fora da Igreja Católica (casamentos não-católicos não são reconhecidos pelos monarquistas franceses). Henrique concedeu a seu filho o título menor de "conde de Mortain", destituiu-lhe do título de "conde de Clermont" e de seus direitos dinásticos. Posteriormente, Henrique decidiu restituir todos os títulos e dignidades de seu herdeiro natural, recolocando-o como segundo na linha sucessória e concedendo à sua segunda esposa o título de "princesa de Joinville".
Henrique também destituiu seus filhos Michel e Thibaut de seus direitos sucessórios: o primeiro por ter contraído casamento morganático e o segundo, por ter se casado com um membro da nobreza, não pertencente à realeza. Todavia, essas decisões foram anuladas por seu filho mais velho logo que ele assumiu a chefia da Casa Real da França.

### Morte
Henrique morreu em Chérisy, em 19 de junho de 1999, aos 90 anos, de câncer de próstata. Seu corpo foi sepultado na Capela Real de Dreux.